# Велонаїзд

листівка до першого Велонаїзду

Велонаїзд — громадська акція, учасники якої вимагають від правоохоронних органів чесного розслідування кримінальних справ щодо ДТП, а від мерії Києва — облаштування велодоріжок. Організатор — Асоціація велосипедистів Києва.
На червень з початку 2008 р. на дорогах Києва сталося 28 ДТП за участі велосипедистів. Травм зазнали 15 велосипедистів, троє — загинули.
13 квітня на вулиці Фрунзе, при денному освітленні та порожній вулиці, автомобіль на великій швидкості здійснив наїзд на велосипедиста, внаслідок чого той помер на місці. Водій втік з місця злочину, досі не знайдений.
8 червня на проспекті Героїв Сталінграда автомобіль збив видатного українського перекладача Анатоля Перепадю, який у свої 72 роки щодня їздив по Києву на велосипеді. За два дні він помер у лікарні.
9 червня на вулиці Мельникова автомобіль BMW, керований п'яним водієм, на великій швидкості збив 22-річного студента КПІ, музиканта Олексія Башкирцева. Водій — Станіслав Хомутовський, 1988 року народження, перебуває під підпискою про невиїзд. В матеріалах кримінальної справи відсутня довідка про наявність алкоголю в його крові.
Перша акція відбулася у суботу 21 червня на Софійській площі.
Друга акція відбулася в п'ятницю 27 червня біля КМДА.

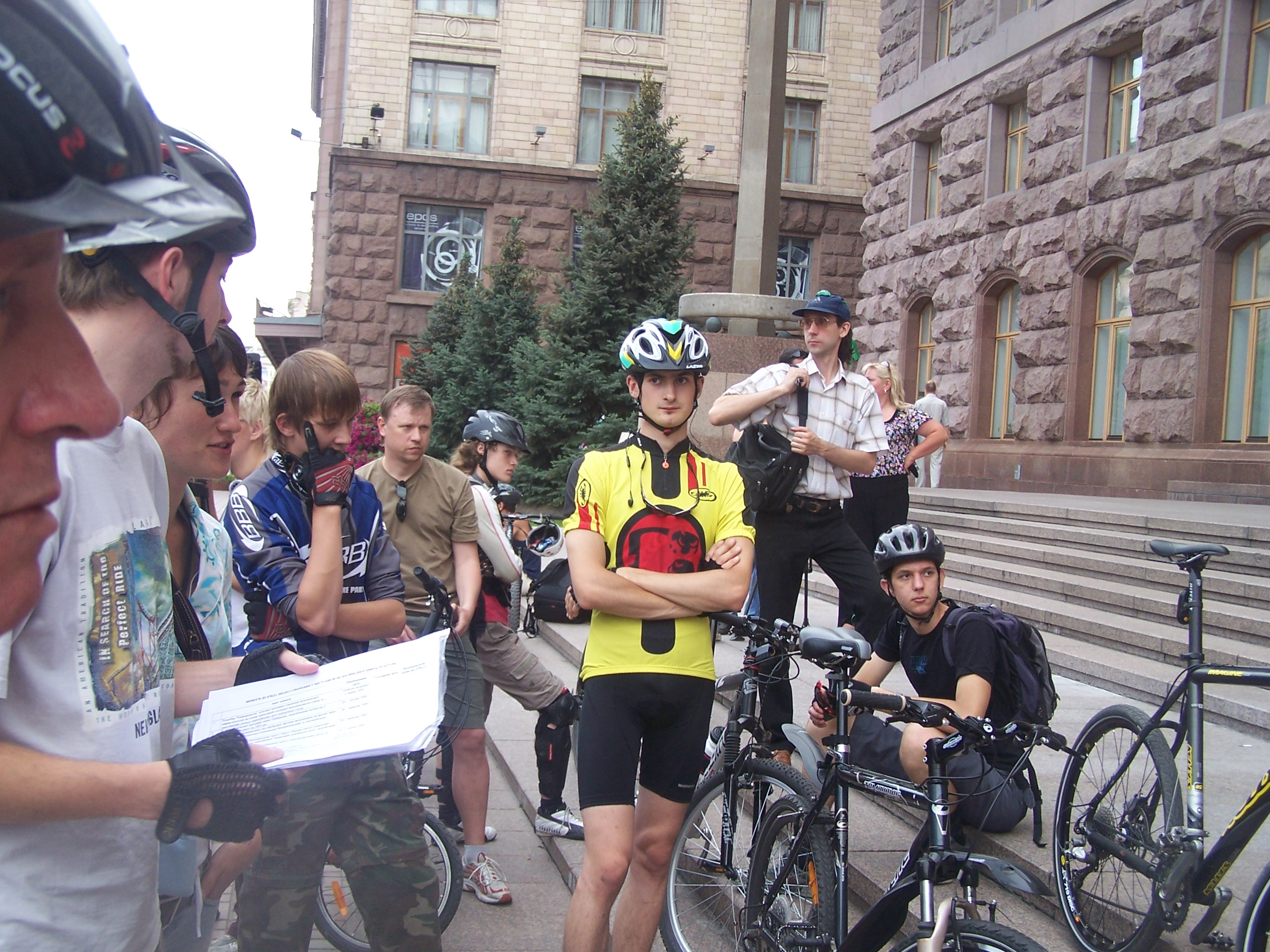
Учасники акції "Велонаїзд" біля КМДА 27.06.2008

## Посилання

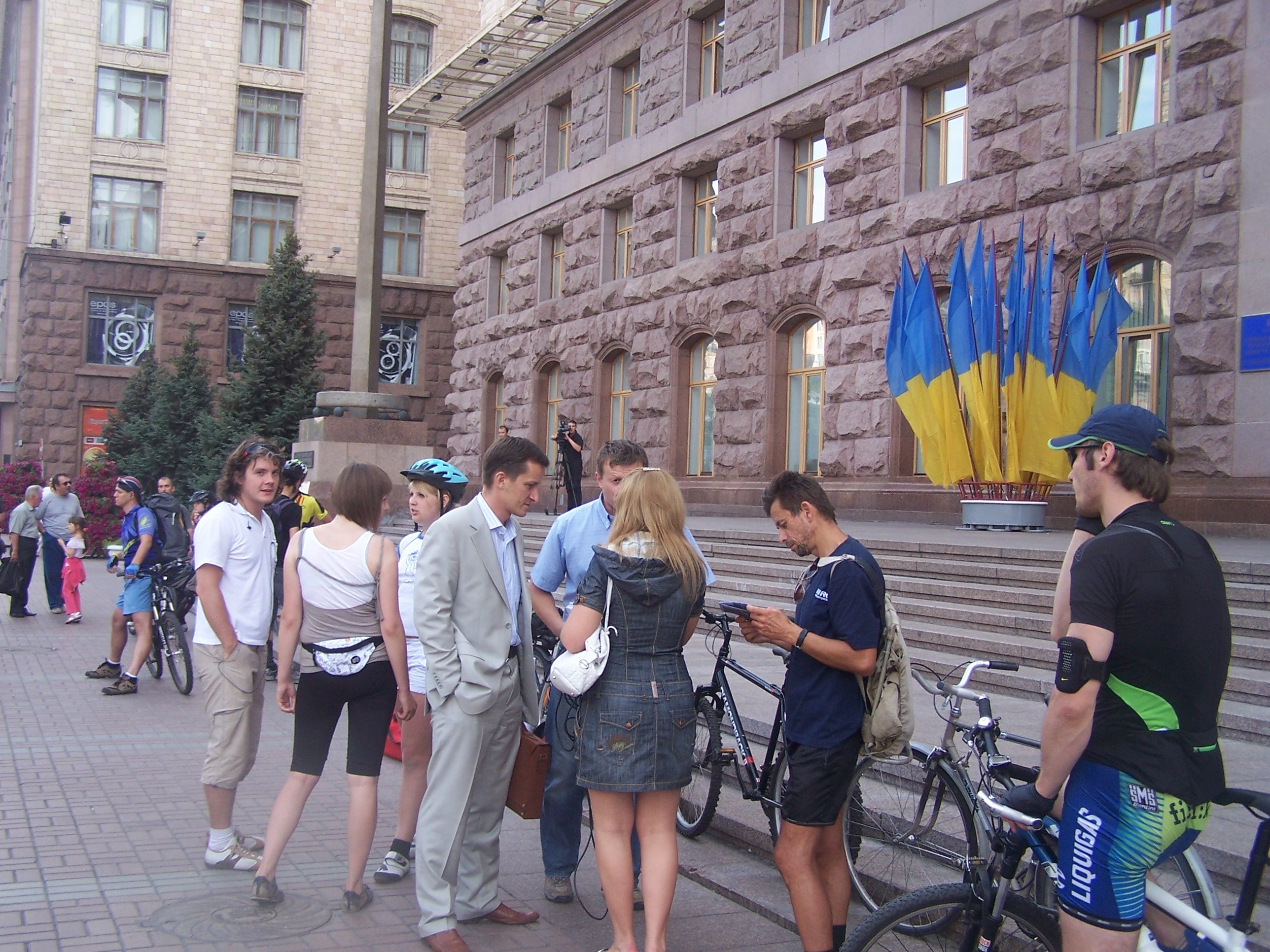
Учасники акції "Велонаїзд" біля КМДА 27.06.2008

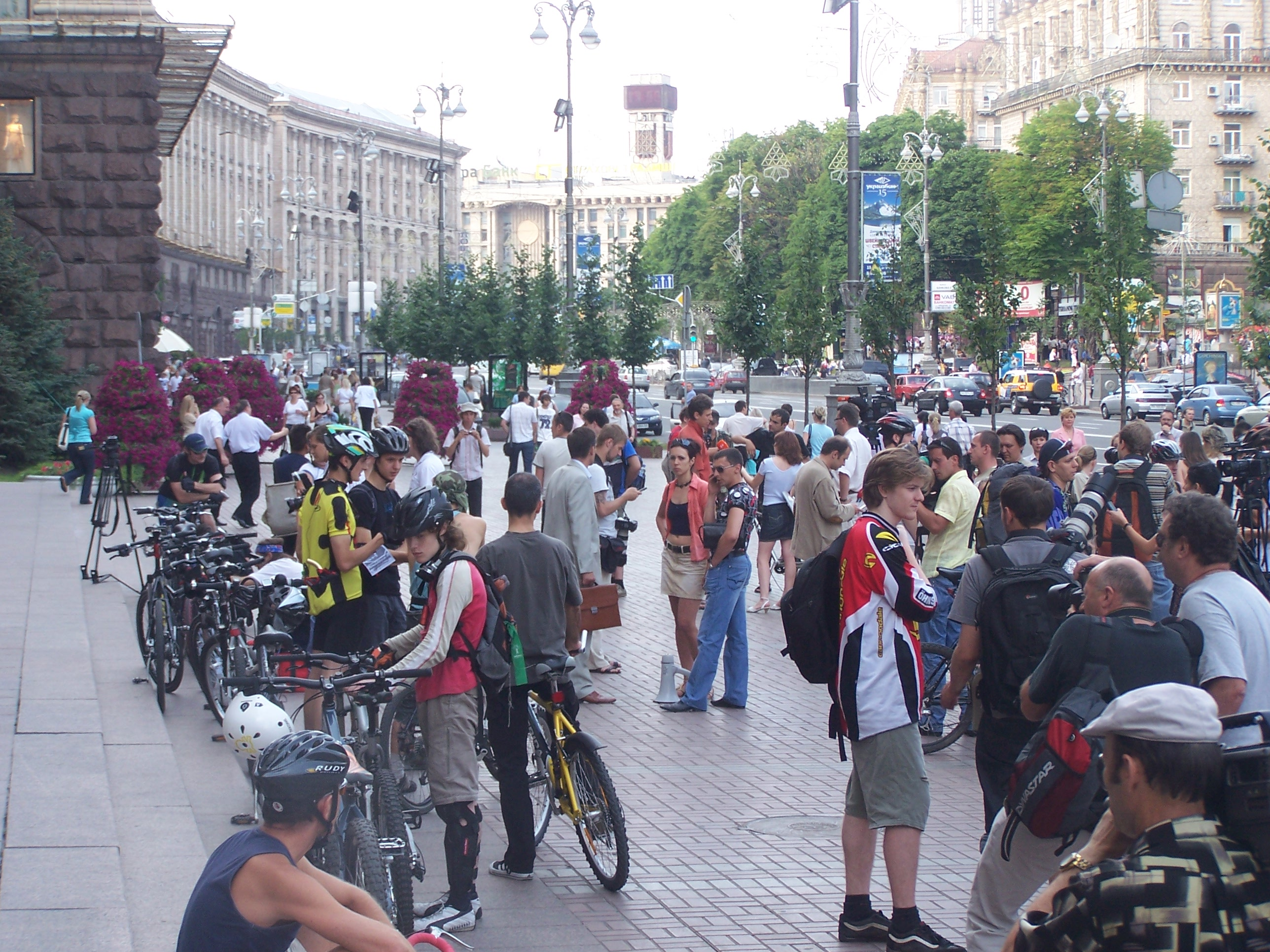
Учасники акції "Велонаїзд" біля КМДА 27.06.2008